# Chiesa della Purificazione di Maria Vergine (Collecchio)
La chiesa della Purificazione di Maria Vergine è un luogo di culto cattolico dalle forme barocche, situato nella piccola località di Oppiano, frazione di Collecchio, in provincia e diocesi di Parma; è sussidiaria della moderna parrocchiale della Purificazione di Maria Vergine di Gaiano e fa parte della zona pastorale della Pedemontana.

## Storia
Il luogo di culto originario fu eretto in epoca medievale; le più antiche testimonianze della sua esistenza risalgono all'XI secolo. L'edificio, affiancato da un monastero, sorgeva lungo la via Francigena, percorsa dai pellegrini diretti a Roma dal Nord Europa.
Nel 1230 l'Ecclesie S. Marie de Oplano fu citata nel Capitulum seu Rotulus Decimarum della diocesi di Parma tra le dipendenze dell'abbazia di Chaise-Dieu, pur trovandosi all'interno del territorio amministrato dalla pieve di Collecchio.
In seguito la giurisdizione sulla chiesa passò ai benedettini del monastero della Rocchetta di Piantonia, già dipendente dall'abbazia francese.
Nel 1564 l'ex pieve di Gaiano, che aveva perso lo jus plebanale già dagli inizi del XIII secolo, fu abbandonata e il luogo di culto di Oppiano acquisì la giurisdizione anche sul borgo vicino.
Nel corso del XVI secolo la chiesa fu elevata a sede di priorato, alle dipendenze dell'abbazia di San Giovanni Evangelista di Parma; il monastero adiacente fu quindi utilizzato come sede di villeggiatura estiva dai benedettini, che vi crearono una grangia agricola.
Nella seconda metà dello stesso secolo, una devastante piena del vicino fiume Taro travolse il borgo di Oppiano, distruggendo il centro abitato e danneggiando profondamente anche la chiesa romanica.
Il 16 ottobre 1754, su iniziativa dei benedettini di San Giovanni Evangelista, furono avviati i lavori di ricostruzione della zona del presbiterio, cui fu aggiunta un'abside a pianta semicircolare; l'anno seguente furono erette la facciata barocca e le sei cappelle ai lati dell'aula. Le opere, dopo una pausa di cinque anni tra il 17 settembre 1756 e il 21 ottobre 1761, ripresero sotto la guida dell'architetto Domenico Manfredi, con la sopraelevazione della navata, la realizzazione delle volte e la costruzione del campanile sul lato destro del presbiterio; il cantiere fu completato il 30 novembre 1762.
Nel 1968, in seguito allo sviluppo della vicina frazione di Gaiano, furono avviati, su progetto dell'architetto Franco Carpanelli, i lavori di costruzione di una moderna chiesa ai margini del centro abitato, lungo la strada statale 62 della Cisa; l'antico luogo di culto di Oppiano divenne sussidiario del nuovo tempio di Gaiano, completato nel 1970.
Agli inizi del XXI secolo il tempio di Oppiano fu sottoposto a interventi di restauro, che riguardarono nel 2004 il tetto del campanile e tra il 2006 e il 2008 i prospetti esterni e le coperture della chiesa e della torre.

## Descrizione

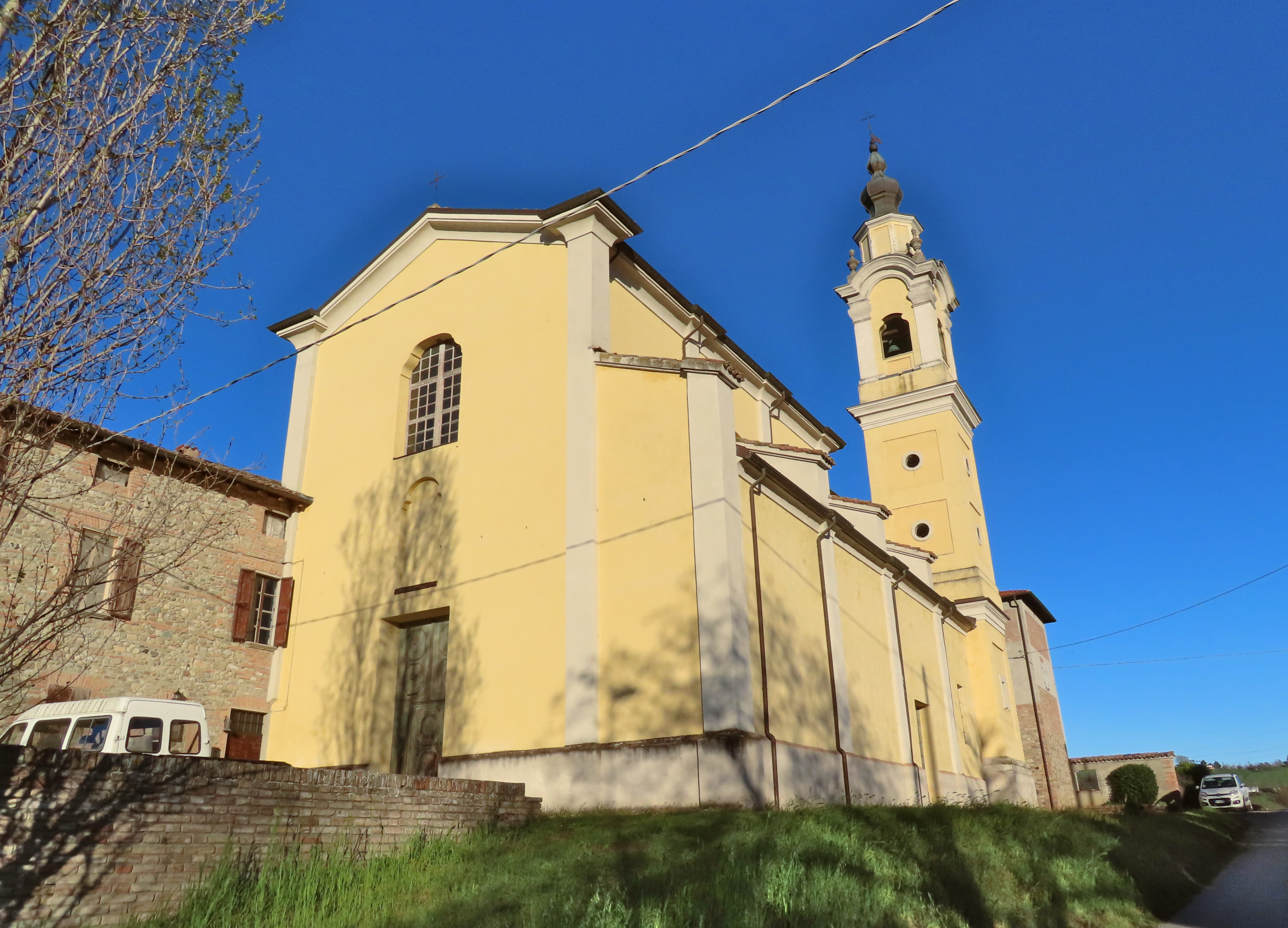
Facciata e lato sud

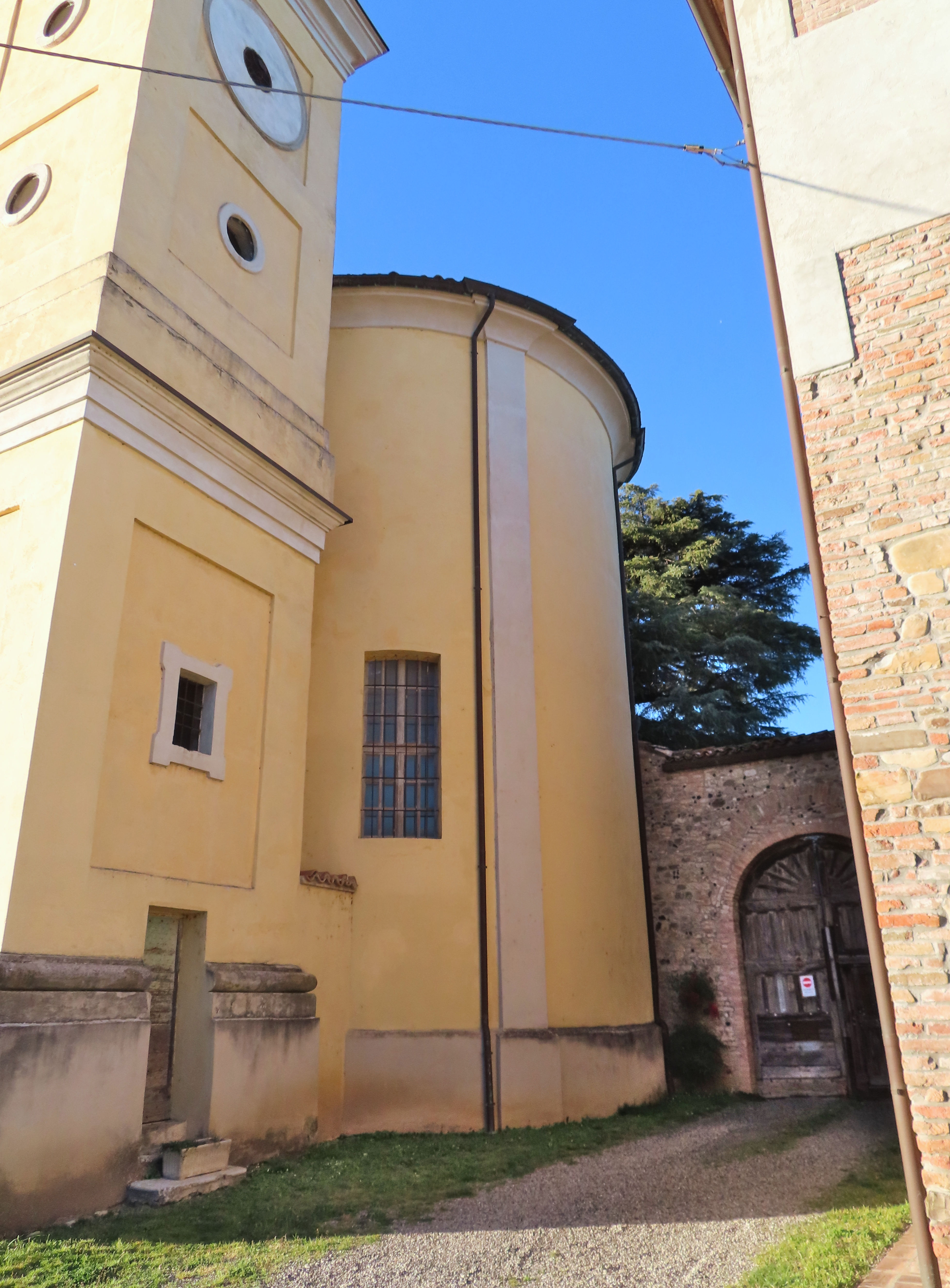
Abside

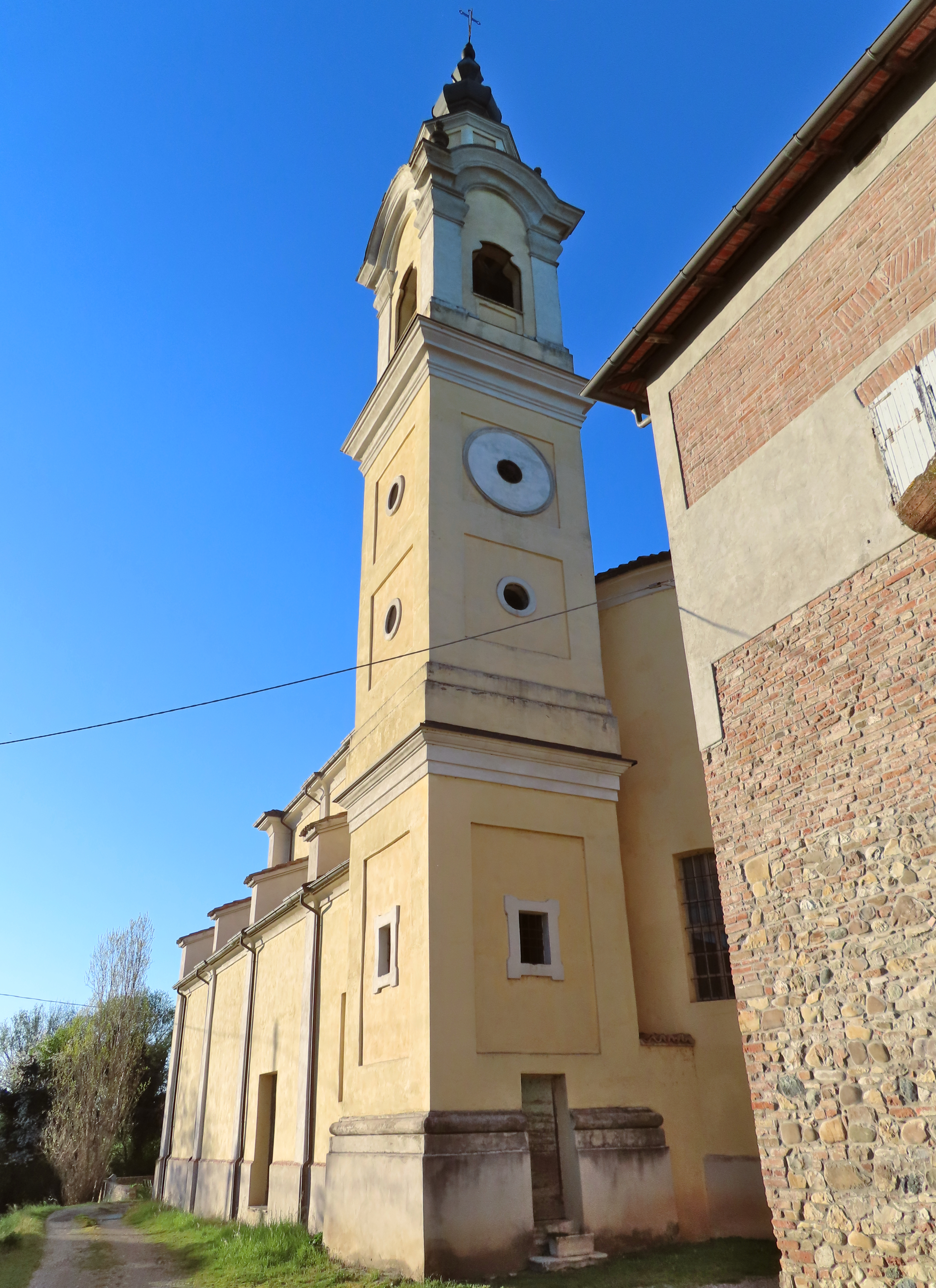
Campanile

La chiesa si sviluppa su un impianto a navata unica affiancata da tre cappelle per lato, con ingresso a ovest e presbiterio absidato a est; in adiacenza al fianco nord si estende il chiostro dell'ex monastero benedettino, che si prolunga verso nord per concludersi in una casatorre.
La facciata a salienti, interamente intonacata come il resto dell'edificio, è scandita da tre lesene; al centro dell'alta porzione corrispondente alla navata si apre l'ampio portale d'ingresso, sormontato da una nicchia ad arco mistilineo; più in alto si apre un finestrone di forma analoga. A coronamento si estende lungo gli spioventi del tetto il cornicione in aggetto.
Il fianco libero destro è scandito da una serie di paraste; sul fondo, accanto all'abside si erge su tre ordini scanditi da fasce marcapiano il campanile, ornato con specchiature; la cella campanaria si affaccia sulle quattro fronti attraverso aperture ad arco mistilineo, affiancate sulle estremità da lesene doriche, a sostegno dei frontoni semicircolari di coronamento di ogni lato; in sommità si eleva una lanterna a base ottagonale, coperta da una guglia a cipolla.
All'interno la navata, coperta da una volta, è affiancata da una serie di lesene doriche, a sostegno del cornicione perimetrale in aggetto; le cappelle, chiuse superiormente da volte a botte affrescate, si affacciano sull'aula attraverso ampie arcate a tutto sesto.
Sul fondo il presbiterio, lievemente sopraelevato, è preceduto dall'arco trionfale; l'ambiente accoglie l'altare maggiore ligneo dorato, risalente al 1762 circa; sul fondo, l'abside, coperta dal catino dipinto a cassettoni, ospita tra due finestroni una ricca cornice in legno contenente un ex stendardo settecentesco, raffigurante la Presentazione al tempio e santa Lucia.
La chiesa conserva alcune opere di pregio, tra cui un olio del 1692 rappresentante il Battesimo di Cristo.